# 言語接触
言語接触（げんごせっしょく）とは、二種類以上の言語が互いに影響を及ぼしあうことである。

## 概要
それぞれの言語の使用者が同じ社会の中で棲み分ける場合と、異なった社会に暮らす異なる言語の使用者が接触し、交易などを通じて深い関係を結ぶ場合がある。どちらの場合でも接触する言語間ではお互いに語彙の借用が行われる。接触の度合いが進むにつれ借用語の流入は一時的、表面的なものから恒久的な言語そのものに関わる次元にまで達する。また時には文法、語法の借用も行われる。又交易などを通じ言語接触が起こった場合は、ピジン言語が成立する事例も多い。ピジンが母語話者を獲得し、完成された自然言語となったのがクレオール言語である。
また、言語接触状況において、威信の高い言語を上層言語、威信の低い言語を基層言語という。
地理的に隣接した言語同士が、接触を通して共通の音韻的・文法的特徴を獲得する場合も見られる。ある地域において、系統にかかわらず一定の類似性を示すようになった言語群は、言語連合と呼ばれる。

## 系統論における言語接触
言語は語族という分類単位が存在するが、生物のように世界中の全言語を系統分類できていない。この原因として言語接触による混合言語化、クレオール化が考えられる。言語は拡散と混合を繰り返してきており、祖語自体が混合言語である場合はそれより上位の系統を決定できないためである。

## 言語接触と言語変化
他言語との接触は、借用語の流入のみならず、音韻論・形態論・統語論・意味論といった広範な領域における変化を誘発する。
音韻論
- 西ヨーロッパの言語における/r/の口蓋垂ふるえ音・口蓋垂摩擦音化[3]。